# Dunnington, East Riding of Yorkshire
Dunnington är en ort i civil parish Bewholme, i distriktet East Riding of Yorkshire, Storbritannien. Den ligger i grevskapet East Riding of Yorkshire och riksdelen England, i den sydöstra delen av landet, 270 km norr om huvudstaden London. Dunnington ligger 17 meter över havet och antalet invånare är 2 987. Dunnington var en civil parish 1866–1935 när blev den en del av Bewholme. Civil parish hade 55 invånare år 1931. Byn nämndes i Domedagsboken (Domesday Book) år 1086, och kallades då Dodintone.
Terrängen runt Dunnington är mycket platt. Havet är nära Dunnington åt nordost.  Närmaste större samhälle är Bridlington, 15,2 km norr om Dunnington. 